# Hey Arnold!
Hey Arnold! är en amerikansk-koreansk animerad TV-serie skapad av Craig Bartlett som visas på kanalen Nickelodeon. Det handlar om en pojke vid namn Arnold som är omtänksam och hjälper sina vänner ur problem. Han brukar spela baseboll och ha kul med sina vänner Gerald, Helga, Harold, Stinky med fler.
I Sverige sändes serien för första gången i sommarlovprogrammet Alarm 1998, då i en odubbad version. Senare har serien sänts dubbad på svenska, då på den svenska versionen av Nickelodeon. 

## Huvudkaraktärer
Arnold – Huvudkaraktären. Bor med sin farfar och farmor då hans föräldrar var tvungna att hjälpa "det grönögda folket" i djungeln i San Lorenzo. Är en snäll och trevlig person och brukar hjälpa sina vänner ur problem. (Rösten gjordes av Leo Hallerstam i det tre första säsongerna och blev sen utbytt av Jack Werner)
Helga – En tjej som brukar reta Arnold men som i hemlighet älskar honom, då han var den första att bry sig om henne då hennes föräldrar ofta ignorerar henne. Hon har en äldre syster, Olga, som är perfekt och får bra betyg i skolan. (Rösten gjordes av Elina Raeder i alla fem säsonger)
Gerald – Arnolds bästa vän (Rösten gjordes av Niklas Lind i det tre första säsongerna och blev sen utbytt av Love Bergström)